# Demografia di Cagliari

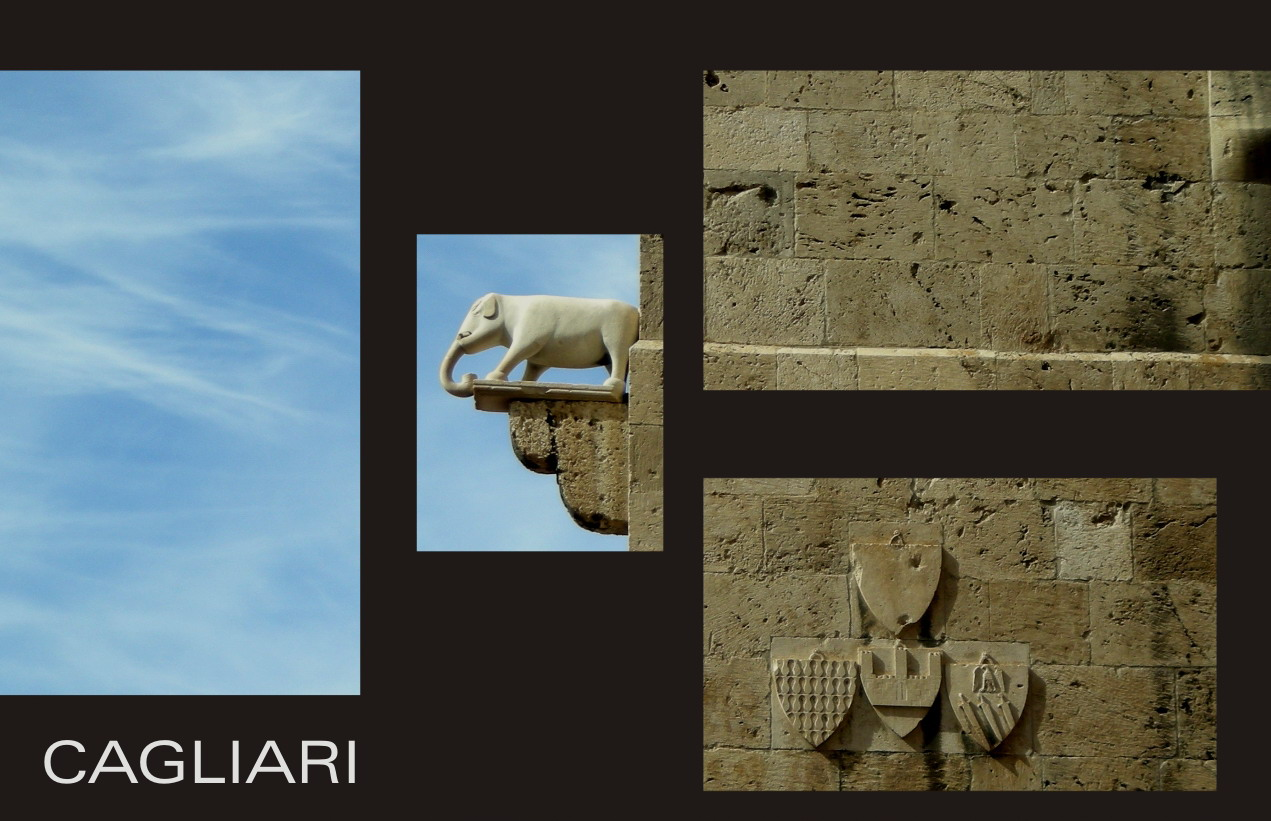
Particolare della Torre dell'Elefante

Il Comune di Cagliari conta 154 478 abitanti (dati ISTAT 2015), su una superficie di 85,45 km² ed una densità di 1 754 abitanti/km².

## Storia demografica
Nell'antichità la Karalis romana contava circa 30 000 abitanti ed era una delle più importanti e popolose città marittime del bacino occidentale del mar Mediterraneo. Con la caduta dell'Impero romano d'Occidente la città subì un forte decremento demografico a causa delle frequenti incursioni saracene degli ultimi secoli del I millennio d.C.; i suoi abitanti trovarono rifugio nei pressi dello stagno di Santa Gilla dove intorno all'anno 700 nacque il borgo di Santa Igia. A partire dal IX secolo Santa Igia divenne la capitale del giudicato di Calari e nel XIII secolo contava tra i 10.000 e i 15 000 abitanti.
Con la fondazione nel 1216/17 del Castellum Kastri de Kallari, l'antenata più prossima dell'odierna Cagliari, ad opera di un gruppo di mercanti pisani e la successiva distruzione di Santa Igia nel 1258 da parte di una coalizione militare sardo-pisana, il centro cittadino si spostò nuovamente ad est. Al Castello e alla Marina, sede dei traffici commerciali, si aggiunsero i quartieri di Stampace e Villanova popolati dai profughi di Santa Igia. Nel tardo medioevo la Cagliari pisana contava circa 10.000-13.000 abitanti ma subì un calo demografico dopo la conquista aragonese quando, espulsi i pisani residenti (giugno 1326), il Castello rimase semidisabitato; questa situazione si protrasse fino a quando non fu terminato il trasferimento degli iberici (catalani, aragonesi, valenzani e balearici) dal nuovo borgo di Bonaria, da loro fondato durante la guerra contro Pisa. Nei secoli successivi la popolazione crebbe a ritmo sostenuto, soprattutto grazie all'immigrazione interna (dal resto della Sardegna) ed esterna (dalla Spagna, dall'Italia - in particolare genovesi, che trovarono impiego nelle attività portuali e mercantili - ma anche dalla Provenza), e nel 1578 si aggirava sui 10 000 abitanti. Nel 1485 si contavano 848 fuochi, ossia nuclei familiari tassabili, nel 1603 1.967 fuochi mentre nel 1678 erano saliti a 3.213, pari ad una popolazione stimata di rispettivamente di 5.088, 7.868 e 13 428 abitanti.

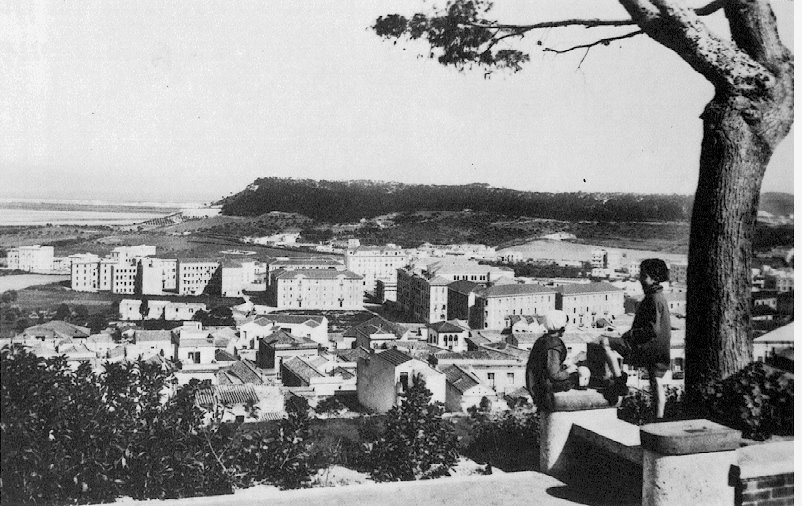
Nuovi quartieri di Cagliari negli anni 1930

All'indomani dell'unità d'Italia, la demolizione delle mura cittadine diede inizio alla vera espansione urbanistica e demografica di Cagliari che proseguì per gran parte del XX secolo. A fine anni venti, in periodo fascista, con l'annessione dei comuni di Pirri, Selargius, Quartucciu, Monserrato e, successivamente, Elmas (1937), la città raggiunse per la prima volta nella sua storia i 100 000 abitanti.
Di seguito i risultati dei censimenti storici dei governi iberici e sabaudi, negli attuali confini amministrativi dal 1688 al 1857 e i censimenti successivi all'unità d'Italia dal 1861 al 2011 :
.

Abitanti censiti
Nota bene: in verde sono evidenziati i dati relativi alla popolazione del comune di Cagliari alla data citata. In blu sono evidenziati i dati relativi alla popolazione residente negli attuali confini del comune di Cagliari dal 1951 a oggi. Il dato del 2021 si riferisce al dato del censimento permanente al 31 dicembre di quell'anno. Fonte:  Popolazione residente per territorio - serie storica, su esploradati.censimentopopolazione.istat.it.</ref

Si può notare come a partire dagli anni ottanta e novanta con l'autonomia dei tre comuni accorpati negli anni trenta di Quartucciu (11.418 ab.), Elmas (8.475 ab.) e Monserrato (20.829 ab.) Cagliari passò da circa 233.848 abitanti a circa 160.000. Calo demografico che ancora oggi continua per via della tendenza delle giovani coppie a trasferirsi nei comuni del hinterland, in parte attenuato dal costante aumento di cittadini stranieri provenienti da altri paesi Europei come la Romania e l'Ucraina ma anche dall'Asia e dall'Africa.

## Indicatori demografici
- Tasso di natalità: 5,88 (per 1 000 abitanti - 2011)
- Tasso di mortalità: 9,96
- Saldo migratorio: -18
- Saldo naturale: -639
- Tasso di crescita naturale: -4,08
- Rapporto di mascolinità: 0,86
- Età media: 47 anni
- Età media maschi: 45 anni
- Età media femmine: 49 anni
- Speranza di vita maschi: 79.2 anni
- Speranza di vita femmine: 84.6 anni

| Età           | 2011    | %   |
| ------------- | ------- | --- |
| 0-14 anni     | 15.547  | 10% |
| 15-64 anni    | 103.680 | 66% |
| 65 anni e più | 37.261  | 23% |

## Immigrazione

### Interna
Residenti per regioni di provenienza:
| Provenienza             | 2011   | %    |
| ----------------------- | ------ | ---- |
| Resto della Sardegna    | 67.205 | 43%  |
| Italia nord-occidentale | 4.058  | 2,5% |
| Italia nord-orientale   | 1.751  | 1,1% |
| Italia centrale         | 3.566  | 2,2% |
| Italia meridionale      | 2.041  | 1,3% |
| Sicilia                 | 901    | 0,5% |
| Totale                  | 78.261 | 50%  |

### Estera
Residenti di nazionalità straniera:
| Provenienza       | 2011  | %     |
| ----------------- | ----- | ----- |
| Filippine         | 1.306 | 0,8%  |
| Ucraina           | 774   | 0,5%  |
| Romania           | 672   | 0,4%  |
| Cina              | 595   | 0,38% |
| Senegal           | 568   | 0,36% |
| Bangladesh        | 250   | 0,15% |
| Pakistan          | 177   | 0,11% |
| India             | 148   | 0,09% |
| Bosnia-Erzegovina | 126   | 0,08% |
| Altri             | 1.313 | 0,8%  |
| Totale            | 5.929 | 3,8%  |

## Area metropolitana

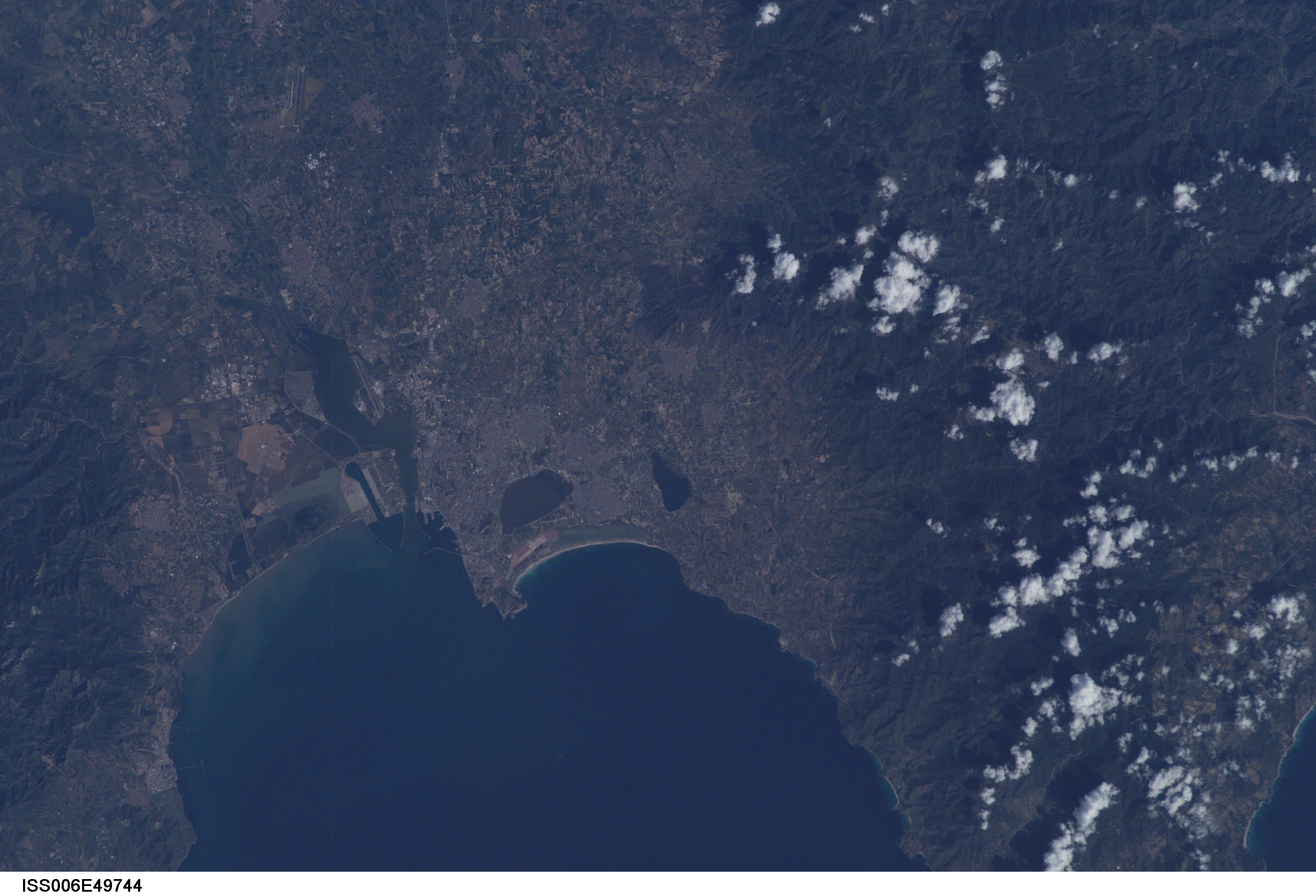
Immagine satellitare della città metropolitana di Cagliari

Cagliari è il fulcro della città metropolitana di Cagliari, una della città metropolitane d'Italia, composta, oltreché dal capoluogo regionale, dai comuni di Assemini, Elmas, Decimomannu, Monserrato, Selargius, Quartucciu, Quartu Sant'Elena, Sestu, Settimo San Pietro, Sinnai, Maracalagonis, Capoterra, Pula, Villa San Pietro, Uta  e Sarroch. Conta oltre 431 000 abitanti circa e si estende su una superficie di 1200 km².
Mentre a Cagliari continua il decremento demografico i comuni dell'area metropolitana crescono in virtù dei flussi migratori interni (principalmente dallo stesso capoluogo) e dall'estero.